# Hohenbergia
Genre
Hohenbergia est un genre de plantes de la famille des Bromeliaceae regroupant au moins 35 espèces qui se rencontrent dans les Caraïbes, en Colombie, au Venezuela et au Brésil.

## Liste des espèces et variétés
Selon BioLib (10 février 2019) :
- Hohenbergia abbreviata L.B. Sm. & Proctor
- Hohenbergia aechmeoides Leme
- Hohenbergia andina Betancur
- Hohenbergia antillana Mez
- Hohenbergia arcuata Leme & M. Machado
- Hohenbergia augusta (Vell.) E. Morren
- Hohenbergia barbarespina Leme & Fraga
- Hohenbergia belemii L.B. Sm. & Read
- Hohenbergia blanchetii (Baker) E. Morren ex Baker
- Hohenbergia brachycephala L.B. Sm.
- Hohenbergia brittoniana L.B. Sm.
- Hohenbergia burle-marxii Leme & W. Till
- Hohenbergia capitata Schult. & Schult.f.
- Hohenbergia castellanosii L.B. Sm. & Read
- Hohenbergia catingae Ule
- Hohenbergia caymanensis Britton ex L.B. Sm.
- Hohenbergia conquistensis Leme
- Hohenbergia correia-arauji E. Pereira & Moutinho
- Hohenbergia distans (Griseb.) Baker
- Hohenbergia edmundoi L.B. Sm. & Read
- Hohenbergia eriantha (Brongn. ex Baker) Mez
- Hohenbergia eriostachya Mez
- Hohenbergia estevesii E. Pereira & Moutinho
- Hohenbergia fawcettii Mez
- Hohenbergia flava Leme & C.C. Paula
- Hohenbergia gnetacea Mez
- Hohenbergia hatschbachii Leme
- Hohenbergia humilis L.B. Sm. & Read
- Hohenbergia igatuensis Leme
- Hohenbergia inermis Mez
- Hohenbergia itamarajuensis Leme & Baracho
- Hohenbergia jamaicana L.B. Sm. & Proctor
- Hohenbergia laesslei L.B. Sm.
- Hohenbergia lanata E. Pereira & Moutinho
- Hohenbergia lativaginata J.R. Maciel & Louzada
- Hohenbergia lemei H. Luther & K.F. Norton
- Hohenbergia leopoldo-horstii E. Gross, Rauh & Leme
- Hohenbergia littoralis L.B. Sm.
- Hohenbergia loredanoana Leme & L. Kollmann
- Hohenbergia magnispina Leme
- Hohenbergia membranostrobilus Mez
- Hohenbergia mesoamericana I. Ramírez, Carnevali & Cetzal
- Hohenbergia minor L.B. Sm.
- Hohenbergia mutabilis Leme & L. Kollmann
- Hohenbergia negrilensis Britton ex L.B. Sm.
- Hohenbergia oxoniensis W. Weber
- Hohenbergia pabstii L.B. Sm. & Read
- Hohenbergia penduliflora (A. Rich.) Mez
- Hohenbergia pennae E. Pereira
- Hohenbergia polycephala (Baker) Mez
- Hohenbergia portoricensis Mez
- Hohenbergia proctorii L.B. Sm.
- Hohenbergia reconcavensis Leme & Fraga
- Hohenbergia ridleyi (Baker) Mez
- Hohenbergia rosea L.B. Sm. & Read
- Hohenbergia salzmannii (Baker) E. Morren ex Baker
- Hohenbergia sandrae Leme
- Hohenbergia spinulosa Mez
- Hohenbergia stellata Schult. & Schult.f.
- Hohenbergia undulatifolia Leme & H.E. Luther
- Hohenbergia urbaniana Mez
- Hohenbergia utriculosa Ule
- Hohenbergia vestita L.B. Sm.

Selon Catalogue of Life (10 février 2019) :
- Hohenbergia abbreviata L.B.Sm. & Proctor
- Hohenbergia aechmeoides Leme
- Hohenbergia andina Betancur
- Hohenbergia antillana Mez
- Hohenbergia arcuata Leme & M.Machado
- Hohenbergia augusta (Vell.) É.Morren
- Hohenbergia barbarespina Leme & Fraga
- Hohenbergia belemii L.B.Sm. & Read
- Hohenbergia blanchetii (Baker) É.Morren ex Mez
- Hohenbergia brachycephala L.B.Sm.
- Hohenbergia brittoniana L.B.Sm.
- Hohenbergia burle-marxii Leme & W.Till
- Hohenbergia capitata Schult. & Schult.f.
- Hohenbergia castellanosii L.B.Sm. & Read
- Hohenbergia catingae Ule
- Hohenbergia caymanensis Britton ex L.B.Sm.
- Hohenbergia conquistensis Leme
- Hohenbergia correia-arauji E.Pereira & Moutinho
- Hohenbergia distans (Griseb.) Baker
- Hohenbergia edmundoi L.B.Sm. & Read
- Hohenbergia eriantha (Brongn. ex Baker) Mez
- Hohenbergia eriostachya Mez
- Hohenbergia estevesii E.Pereira & Moutinho
- Hohenbergia fawcettii Mez
- Hohenbergia flava Leme & C.C.Paula
- Hohenbergia gnetacea Mez
- Hohenbergia halutheriana Leme
- Hohenbergia hatschbachii Leme
- Hohenbergia humilis L.B.Sm. & Read
- Hohenbergia igatuensis Leme
- Hohenbergia inermis Mez
- Hohenbergia itamarajuensis Leme & Baracho
- Hohenbergia jamaicana L.B.Sm. & Proctor
- Hohenbergia laesslei L.B.Sm.
- Hohenbergia lanata E.Pereira & Moutinho
- Hohenbergia lativaginata J.R.Maciel & Louzada
- Hohenbergia lemei H.Luther & K.F.Norton
- Hohenbergia leopoldo-horstii E.Gross, Rauh & Leme
- Hohenbergia littoralis L.B.Sm.
- Hohenbergia loredanoana Leme & L.Kollmann
- Hohenbergia magnispina Leme
- Hohenbergia membranostrobilus Mez
- Hohenbergia mesoamericana I.Ramírez, Carnevali & Cetzal
- Hohenbergia minor L.B.Sm.
- Hohenbergia mutabilis Leme & L.Kollmann
- Hohenbergia negrilensis Britton ex L.B.Sm.
- Hohenbergia oxoniensis W.Weber
- Hohenbergia pabstii L.B.Sm. & Read
- Hohenbergia penduliflora (A.Rich.) Mez
- Hohenbergia pennae E.Pereira
- Hohenbergia polycephala (Baker) Mez
- Hohenbergia portoricensis Mez
- Hohenbergia proctorii L.B.Sm.
- Hohenbergia reconcavensis Leme & Fraga
- Hohenbergia ridleyi (Baker) Mez
- Hohenbergia rohan-estyi Proctor, Aguirre-Santoro & K.Campbell
- Hohenbergia rosea L.B.Sm. & Read
- Hohenbergia salzmannii (Baker) É.Morren ex Mez
- Hohenbergia sandrae Leme
- Hohenbergia spinulosa Mez
- Hohenbergia stellata Schult. & Schult.f.
- Hohenbergia undulatifolia Leme & H.Luther
- Hohenbergia urbaniana Mez
- Hohenbergia utriculosa Ule
- Hohenbergia vestita L.B.Sm.
- Hohenbergia viridirubra Leme

Selon World Checklist of Selected Plant Families (WCSP) (10 février 2019) :
- Hohenbergia aechmeoides Leme (2010)
- Hohenbergia andina Betancur (1991 publ. 1991)
- Hohenbergia arcuata Leme & M.Machado (2010)
- Hohenbergia augusta (Vell.) É.Morren (1873)
- Hohenbergia barbarespina Leme & Fraga (2010)
- Hohenbergia belemii L.B.Sm. & Read (1976)
- Hohenbergia blanchetii (Baker) É.Morren ex Mez (1891)
- Hohenbergia brachycephala L.B.Sm. (1940)
- Hohenbergia burle-marxii Leme & W.Till (1996)
- Hohenbergia capitata Schult. & Schult.f. (1830)
- Hohenbergia castellanosii L.B.Sm. & Read (1976)
- Hohenbergia catingae Ule (1908)
  - variété Hohenbergia catingae var. catingae
  - variété Hohenbergia catingae var. elongata M.B.Foster (1961)
  - variété Hohenbergia catingae var. eximbricata L.B.Sm. & Read (1976)
  - variété Hohenbergia catingae var. extensa L.B.Sm. & Read (1976)
  - variété Hohenbergia catingae var. horrida (Harms) L.B.Sm. & Read (1976)
- Hohenbergia conquistensis Leme (2003)
- Hohenbergia correia-arauji E.Pereira & Moutinho (1980)
- Hohenbergia edmundoi L.B.Sm. & Read (1976)
- Hohenbergia eriantha (Brongn. ex Baker) Mez (1891)
- Hohenbergia estevesii E.Pereira & Moutinho (1980)
- Hohenbergia flava Leme & C.C.Paula (2004)
- Hohenbergia halutheriana Leme (2013)
- Hohenbergia hatschbachii Leme (1999)
- Hohenbergia humilis L.B.Sm. & Read (1976)
- Hohenbergia igatuensis Leme (2010)
- Hohenbergia isepponae Gonç.-Oliv. & Wand. (2017)
- Hohenbergia itamarajuensis Leme & Baracho (1998 publ. 1999)
- Hohenbergia lanata E.Pereira & Moutinho (1980)
- Hohenbergia lativaginata J.R.Maciel & Louzada (2014)
- Hohenbergia lemei H.Luther & K.F.Norton (2004)
- Hohenbergia leopoldo-horstii E.Gross, Rauh & Leme (1991)
- Hohenbergia littoralis L.B.Sm. (1940)
- Hohenbergia loredanoana Leme & L.Kollmann (2011)
- Hohenbergia magnispina Leme (2010)
- Hohenbergia membranostrobilus Mez (1891)
- Hohenbergia minor L.B.Sm. (1940)
- Hohenbergia mutabilis Leme & L.Kollmann (2009)
- Hohenbergia oxoniensis W.Weber (1983)
- Hohenbergia pabstii L.B.Sm. & Read (1976)
- Hohenbergia pennae E.Pereira (1983)
- Hohenbergia reconcavensis Leme & Fraga (2010)
- Hohenbergia ridleyi (Baker) Mez (1891)
- Hohenbergia rosea L.B.Sm. & Read (1976)
- Hohenbergia salzmannii (Baker) É.Morren ex Mez (1891)
- Hohenbergia sandrae Leme (2003)
- Hohenbergia stellata Schult. & Schult.f. (1830)
- Hohenbergia undulatifolia Leme & H.Luther (1998)
- Hohenbergia utriculosa Ule (1908)
- Hohenbergia vestita L.B.Sm. (1972)
- Hohenbergia viridirubra Leme (2013)

Selon The Plant List (10 février 2019) :
- Hohenbergia abbreviata L.B.Sm. & Proctor
- Hohenbergia aechmeoides Leme
- Hohenbergia andina Betancur
- Hohenbergia antillana Mez
- Hohenbergia arcuata Leme & M.Machado
- Hohenbergia augusta (Vell.) E.Morren
- Hohenbergia barbarespina Leme & Fraga
- Hohenbergia belemii L.B.Sm. & Read
- Hohenbergia blanchetii (Baker) E.Morren ex Baker
- Hohenbergia brachycephala L.B.Sm.
- Hohenbergia brittoniana L.B.Sm.
- Hohenbergia burle-marxii Leme & W.Till
- Hohenbergia capitata Schult. & Schult.f.
- Hohenbergia castellanosii L.B.Sm. & Read
- Hohenbergia catingae Ule
- Hohenbergia caymanensis Britton ex L.B.Sm.
- Hohenbergia conquistensis Leme
- Hohenbergia correia-arauji E.Pereira & Moutinho
- Hohenbergia distans (Griseb.) Baker
- Hohenbergia edmundoi L.B.Sm. & Read
- Hohenbergia eriantha (Brongn. ex Baker) Mez
- Hohenbergia eriostachya Mez
- Hohenbergia estevesii E.Pereira & Moutinho
- Hohenbergia fawcettii Mez
- Hohenbergia flava Leme & C.C.Paula
- Hohenbergia gnetacea Mez
- Hohenbergia hatschbachii Leme
- Hohenbergia humilis L.B.Sm. & Read
- Hohenbergia igatuensis Leme
- Hohenbergia inermis Mez
- Hohenbergia itamarajuensis Leme & Baracho
- Hohenbergia jamaicana L.B.Sm. & Proctor
- Hohenbergia laesslei L.B.Sm.
- Hohenbergia lanata E.Pereira & Moutinho
- Hohenbergia lemei H.Luther & K.F.Norton
- Hohenbergia leopoldo-horstii E.Gross, Rauh & Leme
- Hohenbergia littoralis L.B.Sm.
- Hohenbergia loredanoana Leme & L.Kollmann
- Hohenbergia magnispina Leme
- Hohenbergia membranostrobilus Mez
- Hohenbergia mesoamericana I.Ramírez, Carnevali & Cetzal
- Hohenbergia minor L.B.Sm.
- Hohenbergia mutabilis Leme & L.Kollmann
- Hohenbergia negrilensis Britton ex L.B.Sm.
- Hohenbergia oxoniensis W.Weber
- Hohenbergia pabstii L.B.Sm. & Read
- Hohenbergia penduliflora (A.Rich.) Mez
- Hohenbergia pennae E.Pereira
- Hohenbergia polycephala (Baker) Mez
- Hohenbergia portoricensis Mez
- Hohenbergia proctorii L.B.Sm.
- Hohenbergia reconcavensis Leme & Fraga
- Hohenbergia ridleyi (Baker) Mez
- Hohenbergia rosea L.B.Sm. & Read
- Hohenbergia salzmannii (Baker) E.Morren ex Baker
- Hohenbergia sandrae Leme
- Hohenbergia spinulosa Mez
- Hohenbergia stellata Schult. & Schult.f.
- Hohenbergia undulatifolia Leme & H.E.Luther
- Hohenbergia urbaniana Mez
- Hohenbergia utriculosa Ule
- Hohenbergia vestita L.B.Sm.

Selon Tropicos (10 février 2019) (Attention liste brute contenant possiblement des synonymes) :
- Hohenbergia abbreviata L.B. Sm. & Proctor
- Hohenbergia aechmeoides Leme
- Hohenbergia andina Betancur
- Hohenbergia angustifolia (Poepp. & Endl.) Baker
- Hohenbergia antillana Mez
- Hohenbergia arcuata Leme
- Hohenbergia attenuata Britton
- Hohenbergia augusta (Vell.) E. Morren
- Hohenbergia barbarespina Leme & Fraga
- Hohenbergia belemii L.B. Sm. & Read
- Hohenbergia billbergioides Schult. f.
- Hohenbergia blanchetii (Baker) E. Morren ex Baker
- Hohenbergia brachycephala L.B. Sm.
- Hohenbergia bracteata (Sw.) Baker
- Hohenbergia brittoniana L.B. Sm.
- Hohenbergia burle-marxii Leme & W. Till
- Hohenbergia calyculata (E. Morren) Baker
- Hohenbergia capitata Schult. f.
- Hohenbergia caruaruensis Harms
- Hohenbergia castellanosii L.B. Sm. & Read
- Hohenbergia catingae Ule
- Hohenbergia caymanensis Britton ex L.B. Sm.
- Hohenbergia coelestis (K. Koch) Baker
- Hohenbergia comata (Gaudich.) Baker
- Hohenbergia conquistensis Leme
- Hohenbergia correia-araujoi E. Pereira & Moutinho
- Hohenbergia cyathiformis (Vell.) Beer
- Hohenbergia disjuncta L.B. Sm.
- Hohenbergia distans (Griseb.) Baker
- Hohenbergia distchantha (Lem.) Baker
- Hohenbergia edmundoi L.B. Sm. & Read
- Hohenbergia eriantha (Brongn. ex Baker) Mez
- Hohenbergia eriostachya Mez
- Hohenbergia erythrostachys Brongn.
- Hohenbergia estevesii E. Pereira & Moutinho
- Hohenbergia eximbricata L.B. Sm. & Read
- Hohenbergia exsudans (Lodd.) E. Morren
- Hohenbergia fasciata (Lindl.) Schult. f.
- Hohenbergia fawcettii Mez
- Hohenbergia ferruginea Carrière
- Hohenbergia flava Leme & C.C.Paula
- Hohenbergia glomerata (Gaudich.) Baker
- Hohenbergia gnetacea Mez
- Hohenbergia guatemalensis L.B. Sm.
- Hohenbergia halutheriana Leme
- Hohenbergia hatschbachii Leme
- Hohenbergia horrida Harms
- Hohenbergia humilis L.B. Sm. & Read
- Hohenbergia igatuensis Leme
- Hohenbergia inermis Mez
- Hohenbergia isepponae Gonç.-Oliv. & Wand.
- Hohenbergia itamarajuensis Leme & Baracho
- Hohenbergia jamaicana L.B. Sm. & Proctor
- Hohenbergia laesslei L.B. Sm.
- Hohenbergia lanata E. Pereira & Moutinho
- Hohenbergia lativaginata J.R. Maciel & Louzada
- Hohenbergia laxiflora (Benth.) Baker
- Hohenbergia legrelliana Baker
- Hohenbergia lemei H. Luther & K.F. Norton
- Hohenbergia leopoldo-horstii E. Gross, Rauh & Leme
- Hohenbergia littoralis L.B. Sm.
- Hohenbergia loredanoana Leme & L. Kollmann
- Hohenbergia magnispina Leme
- Hohenbergia martii Baker
- Hohenbergia melinonii (Hook.) Baker
- Hohenbergia membranostrobilus Mez
- Hohenbergia mertensii (G. Mey.) Baker
- Hohenbergia mesoamericana I. Ramírez, Carnevali & Cetzal
- Hohenbergia minor L.B. Sm.
- Hohenbergia mucroniflora (Hook.) Baker
- Hohenbergia mutabilis Leme & L. Kollmann
- Hohenbergia negrilensis Britton ex L.B. Sm.
- Hohenbergia nudicaulis (L.) Baker
- Hohenbergia odora (Miq.) Baker
- Hohenbergia oligosphaera (Baker) Mez
- Hohenbergia oxoniensis W. Weber
- Hohenbergia pabstii L.B. Sm. & Read
- Hohenbergia paniculigera (Sw.) Baker
- Hohenbergia penduliflora (A. Rich.) Mez
- Hohenbergia pennae E. Pereira
- Hohenbergia pickelii Harms
- Hohenbergia platynema (Gaudich.) Baker
- Hohenbergia polycephala (Baker) Mez
- Hohenbergia portoricensis Mez
- Hohenbergia proctorii L.B. Sm.
- Hohenbergia pycnantha (Baker) Mez
- Hohenbergia pyramidalis (Benth.) Baker
- Hohenbergia ramageana Mez
- Hohenbergia reconcavensis Leme & Fraga
- Hohenbergia ridleyi (Baker) Mez
- Hohenbergia rohan-estyi Proctor, Aguirre-Santoro & K. Campbell
- Hohenbergia rosea L.B. Sm. & Read
- Hohenbergia salzamannii (Baker) E. Morren ex Mez
- Hohenbergia salzmannii (Baker) E. Morren ex Baker
- Hohenbergia sandrae Leme
- Hohenbergia sellowiana Mez
- Hohenbergia spicata (Mart. ex Schult. f.) Baker
- Hohenbergia spinulosa Mez
- Hohenbergia stellata Schult. f.
- Hohenbergia strobilacea Schult. f.
- Hohenbergia terminalis (Vell.) Beer
- Hohenbergia tetaensis Proctor & Cedeno-Mald.
- Hohenbergia undulatifolia Leme & H. Luther
- Hohenbergia urbaniana Mez
- Hohenbergia utriculosa Ule
- Hohenbergia vestita L.B. Sm.
- Hohenbergia virens (Brongn. ex Baker) Mez
- Hohenbergia viridirubra Leme